# Standards, Vol. 1

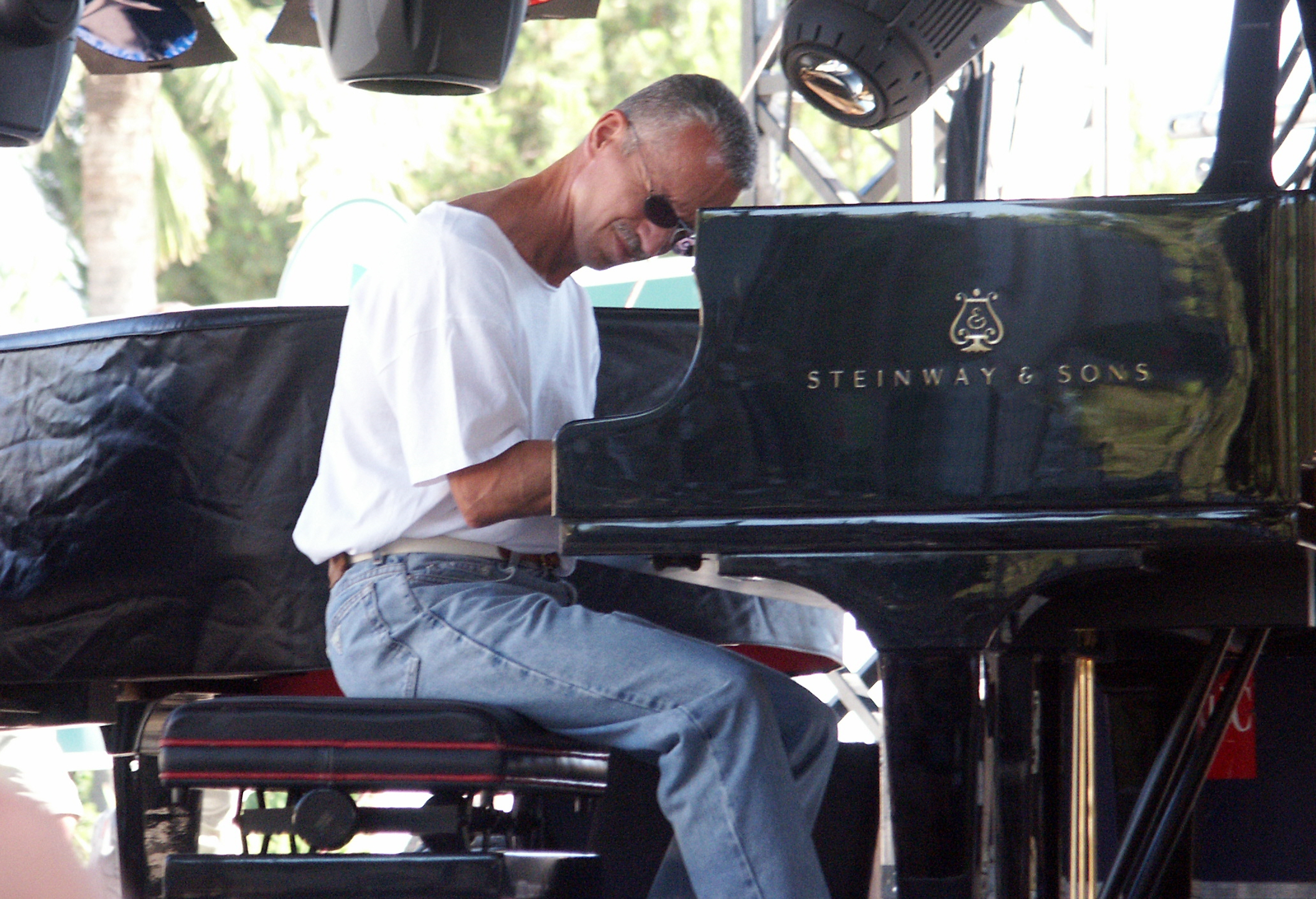
Keith Jarrett (2003)

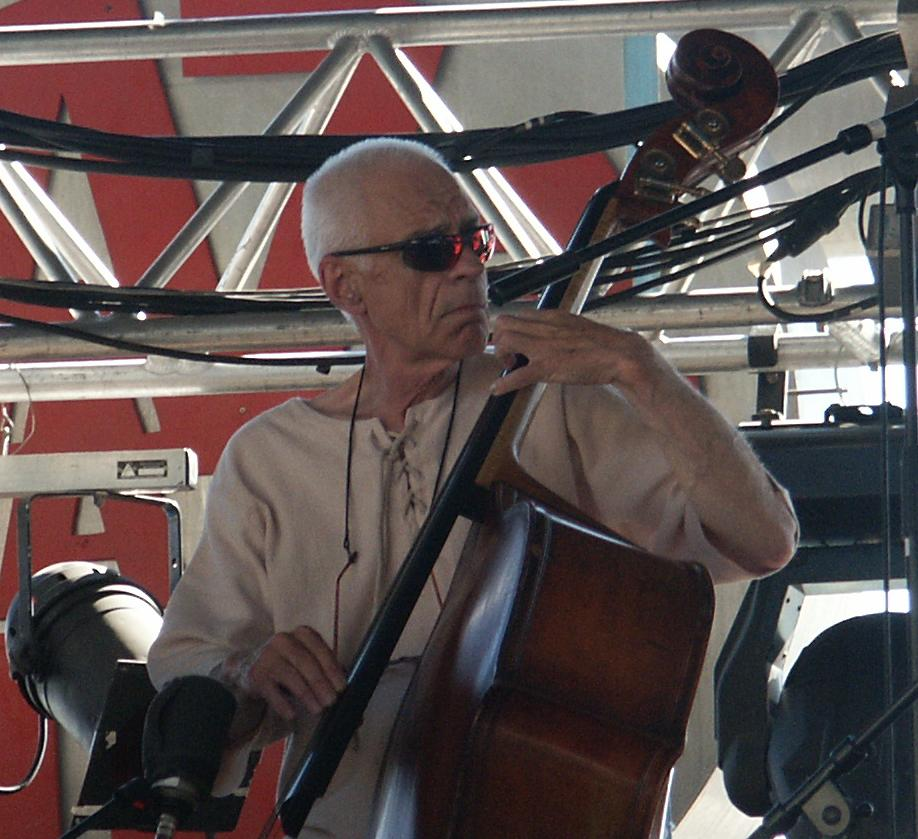
Gary Peacock (2003)

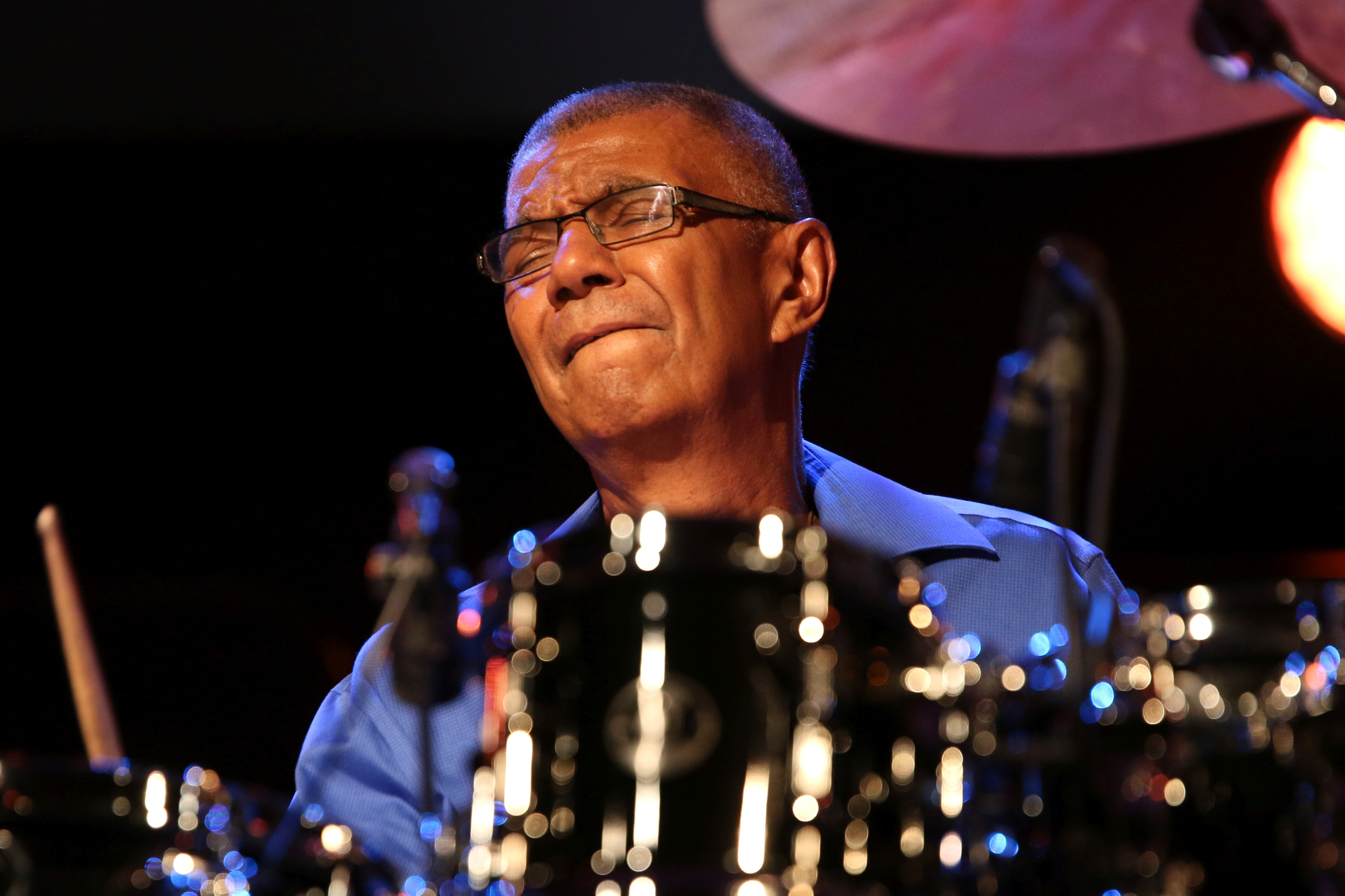
Jack DeJohnette (2015)

Standards, Vol. 1 ist ein Jazzalbum des US-amerikanischen Pianisten Keith Jarrett, mit Gary Peacock am Kontrabass und Jack DeJohnette am Schlagzeug. Die im Januar 1983 im Studio Power Station in New York City entstandenen Aufnahmen wurden 1983 bei ECM Records veröffentlicht.

## Hintergrund
Keith Jarrett und Jack DeJohnette kannten sich schon seit Mitte der 1960er Jahre, seit ihrer gemeinsamen Zeit im Charles Lloyd Quartett 1966 und bei Miles Davis 1970/71. Und alle drei Musiker hatten vor der Aufnahmesession für das Album Standards, Vol. 1 bereits einmal im Trio – an dem von Gary Peacock geleiteten Album Tales of Another (1977) – zusammen gearbeitet. 1983 kamen sie auf Initiative des Produzenten Manfred Eicher erneut zusammen, nachdem Eicher Jarrett die Erstellung eines Trio-Albums vorgeschlagen hatte. Am Abend vor dem Studiotermin trafen sich die Musiker mit dem Produzenten Manfred Eicher zum Abendessen, wo Jarrett seinen Mitmusikern seine Ideen für den nächsten Tag erläuterte.
Jarrett trat an Peacock und DeJohnette mit der Idee heran, Jazzstandards zu spielen, was im krassen Gegensatz zur Praxis der zeitgenössischen Jazzszene der frühen 1980er Jahre stand. Er sah für sich drei Gründe, die ihn veranlassten, Standards zu spielen: „Punkt eins ist, dass an die Nicht-Vereinahmbarkeit von Musik erinnert werden muss, wie an die Standards aus dem Repertoire anderer Musiker. Die zweite Sache ist, dass der Respekt vor der Musik, die nicht die eigene ist, den Zugang zu dieser ermöglicht. Zum dritten haben wir drei diese Musik an ähnlichen Punkten unseres Lebens gespielt und hatten auch ähnliche Erfahrungen. Wir sind mit diesen Liedern herangewachsen; sie haben uns angeschubst und wurden zu einer Sprache, die wir nie wieder vergessen werden.“ Und in einem Interview mit dem San Francisco Chronicle aus dem Jahr 2008 meint er: „Dieses Material war so verdammt gut … und warum ignorierten es alle und spielten … Zeug, das immer gleich klingt?“
Ian Carr interpretiert Jarretts Hinwendung zu Jazzstandards wie folgt: „Eine Möglichkeit, zu neuen Freiheiten vorzudringen, besteht darin, in einem engeren Rahmen zu arbeiten, und in Jarretts Fall wies dies auf die vorgefassten Strukturen von Standardmelodien und klassischer Musik. Außerdem schien er das Alleinsein, die schiere Isolation, die ihm die Solokonzerte auferlegten, leid zu sein.“
Die Aufnahmen des Albums wurden im Januar 1983 an einem Tag in zwei langen Aufnahmesessions im Studio Power Station in Manhattan erstellt. Das Trio erarbeitete hier genügend Material, um auch die Alben Changes (1984) und Standards, Vol. 2 (1985) veröffentlichen zu können. Standards, Vol. 1 erschien noch 1983 bei ECM Records auf Kassette und LP. Im Jahr 2008 wurden alle drei genannten Alben anlässlich des 25-jährigen Bestehens des Trios in einem Boxset mit dem Titel Setting Standards: New York Sessions vermarktet.
Mit der Aufnahmesession im Januar 1983 begann eine lange Reihe von Plattenveröffentlichungen, Konzerten sowie Konzertmitschnitten des Trios aus Jarrett, Peacock und DeJohnette, für das sich bald die Bezeichnung „Standards Trio“ herausbildete. Abgesehen von einem Auftritt im Village Vanguard 1983 gingen die Drei ab 1985 mit Standards auf Tournee. Bis auf ein kurzes Gastspiel von Paul Motian 1992 (At the Deer Head Inn (ECM, 1994)) blieb die Besetzung des Trios konstant und feierte 2008 ihr 25-jähriges Bestehen. Die letzten veröffentlichten Aufnahmen des Trios stammen aus dem Jahre 2009 und sind auf dem Album Somewhere (2013) zu hören. Das letzte gemeinsame Konzert hat das Trio am 30. November 2014 im New Jersey Performing Arts Center, Newark gegeben.
Für Wolfgang Sandner ist „die lange und so erfolgreiche Existenz dieser Band in mehrfacher Hinsicht“ erstaunlich: „Die Trio-Besetzung ist eine der gängigsten, man könnte auch sagen: konservativsten, zugleich aber musikalisch anspruchsvollsten Formationen des Jazz. Wer sich dazu entschließt, provoziert den Vergleich mit den Größten der Zunft, denn nahezu in allen Stilphasen des Jazz hat es hervorragende Trio-Formationen gegeben. Jeder Pianist, der etwas auf sich hielt, hat zuzeiten ein solches Ensemble besessen. Das Spiel im Trio lässt kein Versteckspiel zu: Nirgends tritt jeder Klang, jede Reaktion und der musikalische Fehltritt so offen zutage wie in dieser traditionellen Königsdisziplin, die die Scharlatane von den Genies trennt wie ein Dreschflegel die Spreu vom Weizen. Die Pianisten, die ein Trio leiteten, waren oft auch diejenigen, die den Jazz stilistisch voranbrachten und seine wechselnde Physiognomie prägten.“ Jarrett, Peacock und DeJohnette konnten seiner Ansicht nach deswegen „so lange in dieser eng begrenzten musikalischen Konstellation“ zusammenbleiben, weil das Trio für die drei „nur eine musikalische Aufgabe neben vielen anderen“ blieb.

## Titelliste
- Keith Jarrett – Standards, Vol. 1

1. Meaning of the Blues (Bobby Troup, Leah Worth) – 9:26
2. All the Things You Are (Oscar Hammerstein II, Jerome Kern) – 7:47
3. It Never Entered My Mind (Lorenz Hart, Richard Rodgers) – 6:48
4. The Masquerade Is Over (Herb Magidson, Allie Wrubel) – 6:01
5. God Bless the Child (Arthur Herzog Jr., Billie Holiday) – 15:32

## Rezeption
Scott Yanow vergibt in seiner Rezension bei Allmusic 4 von 5 Sternen und meint: „Die Darbietungen, die in der Regel nicht im herkömmlichen Sinne swingen, haben eine eigene Dynamik. Jarrett ist großzügig, wenn es darum geht, Peacock solistischen Raum zu geben, und es ist offensichtlich, dass die drei Musiker einander sehr genau zugehört haben.“
In seiner Biografie über Keith Jarrett charakterisiert Uwe Andresen die Aufnahmen des Albums wie folgt: „An Höhepunkten herrscht wahrlich kein Mangel … Da legt das Trio mit «Meaning Of The Blues» auch gleich richtig los, findet praktisch auf Anhieb zu einem schier unglaublichen Miteinander, in dem doch wieder jeder als absoluter Könner auftrumpft: Jarrett singt gewissermaßen mit den Fingern und summt außerdem (wie bei allen anderen Titeln auch) mit liebenswerter Intensität dazu. … DeJohnette schafft einen ungemein offenen rhythmischen Rahmen, setzt mit bewundernswerter Sicherheit immer die richtigen Akzente. Und Gary Peacock schwelgt zwischen Rhythmik und Melodik, treibt seinen gewichtigen Baß vom tiefen Grunzen zum hohen Flageolett. Nach solch grandiosem Beginn ziehen sie das Tempo bei «All The Things You Are» tüchtig an, kommen geradezu in kollektive Rage. Dann geht es mit «It Never Entered My Mind» eher easy zu, aber gewiß nicht minder stimmungsvoll, farbig und – vor allem dank DeJohnette – durchaus kontrastreich. Diesem sangbaren Titel folgt mit «The Masquerade Is Over» ein mächtig swingender, dessen harmonische Einfachheit eine komplexe Improvisationsarchitektur trägt. Dadurch offenbar warm geworden stürzen sich die drei in ein über fünfzehn Minuten währendes Abenteuer mit «God Bless The Child» … – In diesem Glanzstück konzentriert sich der Versuch, übers kollektive Miteinander zu neuen Standards-Interpretationen zu gelangen.“
Joachim-Ernst Berendt und Günther Huesmann stellen in Das Jazzbuch fest: „Immer mehr Pianotrios knüpften seit den Achtzigern an die Leistungen des Bill Evans-Trio an: Besonders gelungen ist dies dem Keith Jarrett-Trio …, das die Standards – die großen, zeitlosen Melodien des Great American Songbook – auf ein neues Level gehoben hat, indem es diese in ungewohnter Frische und melodischer Reife interpretierte.“
Werner Burkhardt, der die Session beobachtete, urteilte später: „Kein Zweifel, die Beschäftigung mit der Tradition hat Keith Jarrett eine neue Sicherheit im Umgang mit der eigenen Freiheit gegeben“. Der Jazzmusiker und Schriftsteller Ian Carr stellte in seiner Biografie über Keith Jarrett fest, dass das Trio mit diesen Aufnahmen neue Wege gefunden hat, sich dem klassischen Jazzrepertoire zu nähern.
In seinem Buch The History of Jazz führt Ted Gioia aus: „Als Bandleader hatte sich Jarrett zuvor vor allem darauf konzentriert, seine eigenen Kompositionen und gelegentlich die seiner Mitstreiter zu spielen. Nun kehrte er die Richtung um, indem er im Trio … ganze Auftritte und Aufnahmen um bekannte Jazzstandards herum aufbaute. Das waren rundum gelungene, befriedigende Bemühungen: Seit Bill Evans hatte kein Pianist mehr die Interpretation von Standards im Trio-Format auf so hohem Niveau entwickelt. Die größte Überraschung dabei war vielleicht die Tiefe von Jarretts Engagement für die alten Songs. Das Standards Trio sollte für den Pianisten auch in späteren Jahrzehnten ein wichtiger Schwerpunkt sein und einen seltenen Ankerpunkt in einer Karriere darstellen, die in früheren Jahren wechselhaft und unberechenbar gewesen war.“
John Kelman resümiert in seiner Besprechung des Boxsets Setting Standards: New York Sessions: „Für manche ist das Great American Songbook bereits ausgeschöpft, aber für Jarrett, Peacock und DeJohnette ist es immer noch eine Quelle der Inspiration und eine Quelle für spontane Kompositionen der kollektivsten Art.“
Laut Martin Kunzlers Jazz-Lexikon zählen „die Trio-Einspielungen mit Gary Peacock (b) und Jack De-Johnette (dr), darunter «Standards», Vol. 1 u. 2, «Changes» (1983) …“ – neben seinen Duo-Aufnahmen mit Charlie Haden und seinen Solo-Auftritten 1982 und 1983 – zu weiteren künstlerischen Höhepunkten Jarretts in den 1980er Jahren.
Nick Lea urteilt in seiner Rezension bei jazzviews.net: „Es besteht kaum ein Zweifel daran, dass dieses Trio der Nachfolger des klassischen Bill Evans Trios mit Scott LaFaro und Paul Motian rund zwanzig Jahre zuvor war. Kein anderes Klaviertrio kam auch nur annähernd an die Brillanz des Evans-Trios heran, und so wurde diese Aufnahme zunächst mit großem Erstaunen aufgenommen. … es ist ihr Umgang mit dem Standardrepertoire, der ihnen einen Platz in den Geschichtsbüchern als eines der besten Klaviertrios aller Zeiten sichern wird. … man kann nur staunen, wie drei Individuen eine so starke musikalische Beziehung aufbauen können. Ein bemerkenswertes erstes Kapitel in der Geschichte des Trios.“
Tom R. Schulz wertet in seinem Aufsatz über Keith Jarrett: „1983 besinnt sich Jarrett im Trio mit seinem alten Musikerfreund Jack DeJohnette und dem Bassisten Gary Peacock auf die starke Substanz des Great American Songbook. Das auch als Standards-Trio apostrophierte Ensemble wird zur Matrix des Klaviertrios neuen Typs; wahlweise zwischen Changes – aus den Standards bekannten Akkordwechseln – und von derlei funktionsharmonischen Zusammenhängen befreiten Improvisationen alternierend (Changeless), setzt dieses Trio neue Maßstäbe der Empathie, der Bezogenheit in freier, kollektiver Improvisation.“
Aber es gibt auch kritische Stimmen. In seiner Rezension im Rolling Stone beschreibt Steve Futterman das Album als „nur … begabt“ und kritisiert Jarretts Unzulänglichkeiten als Jazz-Improvisator: „Jarretts technische Fähigkeiten mögen unbestreitbar sein, aber auf dieser Platte sind der Singsang-Monochromatismus und die oberflächliche Tiefgründigkeit seines Stils nur allzu offensichtlich. Jarrett vertieft sich nie in eine Melodie, er gleitet über sie hinweg. Man merkt nur dann, dass er sich aufheizt, wenn seine Grunzlaute lauter werden. Und doch ist es genau diese pianistische Methode, die Jarrett zum Star gemacht hat – seine Soli sind so angenehm schön und unaufdringlich, dass man sie gar nicht hören muss.“